# Erik Umberto Pretto
Erik Umberto Pretto (Schio, 24 dicembre 1984) è un politico italiano, dal 23 marzo 2018 deputato alla Camera per la Lega per Salvini Premier.

## Biografia
Militante della Lega Nord – Liga Veneta dal 2009, è stato assessore alla cultura e pubblica istruzione nella giunta comunale di Marano Vicentino dal 2011 al 2012, oltreché consigliere comunale di Marano Vicentino e capogruppo della Lega Nord in consiglio comunale dal 2012 al 2017.
In vista del referendum costituzionale sulla riforma Renzi-Boschi del 4 dicembre 2016 voluta dal governo Renzi, si è occupato del coordinamento provinciale del Comitato per il "No".
A gennaio 2017 viene eletto segretario provinciale della Liga Veneta di Vicenza, e nel maggio dello stesso anno entra a far parte del Consiglio federale della Lega Nord. Nel corso del 2017 si interessa del coordinamento provinciale del Comitato per il Sì all’Autonomia del Veneto, in vista del Referendum regionale del 22 ottobre 2017 promosso da Luca Zaia.
Alle elezioni politiche del 2018 viene candidato alla Camera dei deputati, tra le liste della Lega per Salvini premier nel collegio plurinominale Veneto 2 - 02, risultando eletto deputato. Nella XVIII legislatura della Repubblica è stato componente della 4ª Commissione Difesa (2018-2019), della 5ª Commissione Bilancio, tesoro e programmazione (2019-2022) e della Commissione parlamentare Antimafia, dove si occupa del coordinamento del Comitato per l'analisi delle procedure di gestione dei beni confiscati e sequestrati alle mafie.
A febbraio 2021 entra a far parte del direttorio regionale veneto della Lega per Salvini Premier con la delega regionale al tesseramento.
Alle elezioni politiche anticipate del 2022 viene ricandidato alla Camera, come capolista della Lega - Salvini premier nel collegio plurinominale Veneto 2 - 02, venendo rieletto a Montecitorio. Nella XIX legislatura è membro della 12ª Commissione Affari Sociali (dal 14 gennaio 2025), della Commissione parlamentare per le questioni regionali (dal 7 settembre 2023) e della Commissione parlamentare antimafia (dal 18 maggio 2023), mentre è stato membro della 9ª Commissione Trasporti, poste e telecomunicazioni (dal 9 novembre 2022 al 14 gennaio 2025), e della 5ª Commissione Bilancio, tesoro e programmazione, in sostituzione del sottosegretario per le imprese e il made in Italy Massimo Bitonci (dal 5 aprile 2023 al 2 maggio 2023).
È consigliere della Fondazione Italia USA.
Imprenditore, nel corso della sua carriera lavorativa ha ricoperto importanti incarichi aziendali. Appassionato delle tematiche legate all’identità, alla storia e alla tradizione del territorio veneto, ha scritto e pubblicato un libro interamente in lingua veneta. 

## Opere
- La storia de «Joanin sensa paura», Edizioni Scantabauchi, Padova, 2010, ISBN 9788895156057